# Пајк Крик Вали (Делавер)
Пајк Крик Вали (енгл. Pike Creek Valley) насељено је место без административног статуса у америчкој савезној држави Делавер.

## Демографија
По попису из 2010. године број становника је 11.217.
| Група             | 2000.    | 2010.         |
| Белци             | 0 (0,0%) | 8.510 (75,9%) |
| Афроамериканци    | 0 (0,0%) | 936 (8,3%)    |
| Азијати           | 0 (0,0%) | 880 (7,8%)    |
| Хиспаноамериканци | 0 (0,0%) | 677 (6,0%)    |
| Укупно            | 0        | 11.217        |